# Río Kochechum
El río Kochecum (también transliterado como Kočečum) (en ruso: Кочечум) es un río asiático del norte de la Siberia rusa, un afluente del río Tunguska Inferior,  a su vez afluente del curso inferior del río Yeniséi. Su longitud total es 733 km y su cuenca drena una superficie de 96 400 km².
Administrativamente, el río discurre por el krai de Krasnoyarsk de la Federación de Rusia.

## Geografía
El río Kochecum nace en la vertiente meridional de la meseta de Putorana, cerca de donde nacen el río Kotuy y el río Kureika, casi 200 km al norte del círculo polar ártico. El río discurre con una dirección bastante uniforme hacia el sursureste, con un curso relativamente recto paralelo por el oeste al del principal de sus afluentes, el río Tembenchi, y al del río Vivi, drenando un valle estrecho y bastante profundo de la parte noroccidental de la meseta Central de Siberia conocida como meseta Syverma. 
En su curso inferior el río, tras recibir por la izquierda al río Turu, gira hacia el oeste, y tras recibir por la derecha al río Ėmbenčime y luego al Tembenchi, se encamina finalmente en dirección sur hasta desembocar, por la margen derecha, en el curso medio del río Tunguska Inferior, en la localidad de Turá (5.386 hab. en 2002). Turá es la ciudad más importante del curso medio del Tunguska y también la principal ciudad de los evenki. Fue la antigua capital de Evenkía, un desaparecido okrug que en 2007 se incorporó al Krai de Krasnoyarsk. 
El río corre a través de una región remota montañosa poco habitada, con un clima muy severo, de modo que en su curso no encuentra ningún centro urbano de importancia y solamente pequeños asentamientos que se construyen sobre el suelo de permafrost. No hay vegetación, excepto musgos, líquenes y algunas hierbas.
Al igual que todos los ríos siberianos, sufre largos períodos de heladas (seis/siete meses al año, desde finales de octubre a mayo) y amplias extensiones de suelo permanecen permanentemente congeladas en profundidad. Al llegar la época estival, como se deshielan primero las zonas más al sur, el río inunda amplias zonas bajas próximas a sus riberas y sube bastante su nivel.